# Джон Пінеда
Джон Пінеда (англ. John Pineda; нар. 7 лютого 1982, Сан-Франциско, Каліфорнія, США) — канадський борець вільного стилю та тренер з боротьби, бронзовий призер Панамериканського чемпіонату.

## Життєпис
Боротьбою почав займатися з 2000 року.
Пінеда тричі невдало кваліфікувався на Олімпійські ігри в Пекіні 2008 року, Лондоні 2012 року та Ріо-де-Жанейро 2016 року. Дебютував на міжнародній арені у 2004 році та вперше піднявся на міжнародний подіум на Панамериканському чемпіонаті 2008 року, де здобув бронзову медаль. Він п'ять разів брав участь у чемпіонатах світу, а найкращі результати він показав у 2010 та 2013 роках, коли фінішував тринадцятим.
Виступав за борцівський клуб «Burnaby Mountain» Бернабі. Тренер — Дейв Маккей.
Ще під час спортивної кар'єри почав працювати тренером з розвитку чоловічої боротьби в Британській Колумбії, тренував спортсменів старших вікових груп. Серед його підопічних — Дарт Капеллан, Панамериканський чемпіон, бронзовий призер Панамериканських ігор, бронзовий призер Ігор Співдружності, бронзовий призер Франкомовних ігор та Амарвір Дхесі, чемпіон та срібний призер Панамериканських чемпіонатів, чемпіон Ігор Співдружності, учасник Олімпійських ігор.
Мешкає у Ванкувері, Британська Колумбія.

## Спортивні результати на міжнародних змаганнях

### Виступи на Чемпіонатах світу
| Змагання                        | Збірна | Вагова категорія          | Місце |
| ------------------------------- | ------ | ------------------------- | ----- |
| Чемпіонат світу з боротьби 2009 | Канада | вільна боротьба, до 55 кг | 28    |
| Чемпіонат світу з боротьби 2010 | Канада | вільна боротьба, до 55 кг | 13    |
| Чемпіонат світу з боротьби 2011 | Канада | вільна боротьба, до 60 кг | 32    |
| Чемпіонат світу з боротьби 2013 | Канада | вільна боротьба, до 60 кг | 13    |
| Чемпіонат світу з боротьби 2015 | Канада | вільна боротьба, до 57 кг | 17    |

### Виступи на Панамериканських чемпіонатах
| Змагання                                   | Збірна | Вагова категорія          | Місце  |
| ------------------------------------------ | ------ | ------------------------- | ------ |
| Панамериканський чемпіонат з боротьби 2007 | Канада | вільна боротьба, до 55 кг | 5      |
| Панамериканський чемпіонат з боротьби 2008 | Канада | вільна боротьба, до 55 кг | Бронза |

### Виступи на інших змаганнях
| Змагання                                                               | Збірна | Вагова категорія                 | Місце  |
| ---------------------------------------------------------------------- | ------ | -------------------------------- | ------ |
| Гран-прі Німеччини з боротьби 2004                                     | Канада | вільна боротьба, до 60 кг        | 7      |
| Олімпійський кваліфікаційний турнір з боротьби 2008 (Мартіні)          | Канада | вільна боротьба, до 55 кг        | 5      |
| Олімпійський кваліфікаційний турнір з боротьби 2008 (Варшава)          | Канада | вільна боротьба, до 55 кг        | 8      |
| Турнір Дана Колова — Николи Петрова 2009                               | Канада | вільна боротьба, до 55 кг        | Срібло |
| Золотий Гран-прі з боротьби 2010 (Тбілісі)                             | Канада | вільна боротьба, до 55 кг        | 14     |
| Міжнародний турнір Ньюйоркського атлетичного клубу 2010                | Канада | вільна боротьба, до 55 кг        | Бронза |
| Міжнародний меморіал Дейва Шульца 2011                                 | Канада | вільна боротьба, до 55 кг        | 5      |
| Перлина Македонії 2011                                                 | Канада | вільна боротьба, до 60 кг        | Срібло |
| Турнір Г. Картозія і В. Балавадзе 2011                                 | Канада | вільна боротьба, до 60 кг        | 10     |
| Меморіал Вацлава Циолковського 2011                                    | Канада | вільна боротьба, до 60 кг        | 7      |
| Відкритий міжнародний турнір «Sunkist Kids» 2011                       | Канада | вільна боротьба, до 60 кг        | Золото |
| Турнір Дана Колова — Николи Петрова 2012                               | Канада | вільна боротьба, до 60 кг        | Бронза |
| Турнір Яшара Догу 2012                                                 | Канада | вільна боротьба, до 60 кг        | 9      |
| Олімпійський кваліфікаційний турнір з боротьби 2012 (Кіссіммі-Орландо) | Канада | вільна боротьба, до 60 кг        | 5      |
| Олімпійський кваліфікаційний турнір з боротьби 2012 (Тайюань)          | Канада | вільна боротьба, до 60 кг        | 25     |
| Олімпійський кваліфікаційний турнір з боротьби 2012 (Гельсінкі)        | Канада | вільна боротьба, до 60 кг        | 9      |
| Henri Deglane Challenge 2012                                           | Канада | вільна боротьба, до 60 кг        | 7      |
| Об'єднаний турнір з 4 видів боротьби 2013                              | Канада | Multiple Style Event, до LL60 кг | Срібло |
| Гран-прі Парижа з боротьби 2015                                        | Канада | вільна боротьба, до 57 кг        | Бронза |
| Кубок Гранми з боротьби 2015                                           | Канада | вільна боротьба, до 57 кг        | Золото |
| Кубок Канади з боротьби 2015                                           | Канада | вільна боротьба, до 57 кг        | Золото |
| Турнір Дана Колова — Николи Петрова 2016                               | Канада | вільна боротьба, до 57 кг        | Бронза |
| Олімпійський кваліфікаційний турнір з боротьби 2016 (Стамбул)          | Канада | вільна боротьба, до 57 кг        | 16     |